# Lasiomma luteoforceps
Lasiomma luteoforceps är en tvåvingeart som beskrevs av Fan och Fang 1981. Lasiomma luteoforceps ingår i släktet Lasiomma och familjen blomsterflugor. Inga underarter finns listade i Catalogue of Life.